# Monogrammister
Monogrammister är benämningen på konstnärer som endast är kända genom sina monogram. Särskilt inom äldre konst under 1400-1600-talet finns ett flertal framstående konstnärer som endast är kända genom sina initialer.